# Ketchum (Idaho)
Ketchum ist eine Stadt im Blaine County, Idaho. Ketchum liegt im zentralen Teil des Bundesstaates und hatte bei der Volkszählung 2020 3.555 Einwohner.
Die im Wood River Valley gelegene Stadt Ketchum grenzt an Sun Valley, und die beiden Gemeinden haben viele Gemeinsamkeiten: Beide liegen im selben Tal unterhalb des Bald Mountain, der Zentrum der örtlichen Skiregion ist. Die Stadt zieht auch Touristen zu anderen Freizeitbeschäftigungen an. Der Flughafen von Ketchum, der Friedman Memorial Airport, liegt etwa 24 km südlich in Hailey.

## Geschichte
Ketchum war ursprünglich das Schmelzhüttenzentrum des Bergbaureviers Warm Springs und war ab 1880 zuerst als Leadville bekannt. Die Postbehörde entschied, dass dieser Name zu gebräuchlich war, und benannte die Stadt nach David Ketchum um, einem örtlichen Trapper und Führer. In den 1880er Jahren wurden Schmelzhütten gebaut. Die Philadelphia Smelter an der Warm Springs Road verarbeitete etwa ein Jahrzehnt lang große Mengen Blei und Silber in Ketchum.
Nach dem Abflauen des Bergbaubooms in den 1890er Jahren trieben Schafzüchter aus dem Süden ihre Herden im Sommer nach Norden durch Ketchum, um in den höher gelegenen Gebieten der Pioneer, Boulder und Sawtooth Mountains zu weiden. Bis 1920 war Ketchum zum größten Schafsumschlagplatz im Westen geworden. Im Herbst strömten riesige Schafherden nach Süden in die Viehpferche der Stadt am Kopfbahnhof der Union Pacific Railroad, der an die Hauptstrecke in Shoshone angeschlossen war. Die meisten der Schäfer stammten aus dem Baskenland.
Nach der Erschließung von Sun Valley durch die Union Pacific Railroad und dem Bau des  Sun Valley Skiresort im Jahr 1936 wurde Ketchum bei Prominenten beliebt, darunter Schauspieler Gary Cooper und Schriftsteller Ernest Hemingway, welche sich hier niederließen. Hemingway liebte die Umgebung; er angelte, jagte und kaufte in den späten 1950er Jahren ein Haus mit Blick auf den Big Wood River in der Umgebung. Hier beging er 1961 Suizid. Er, seine Frau Mary und seine Enkelin Margaux Hemingway sind auf dem örtlichen Friedhof begraben.

## Geografie und Klima
Ketchum befindet sich auf einer Höhe von 1.784 m über dem Meeresspiegel. Nach Angaben des United States Census Bureau hat die Stadt eine Gesamtfläche von 7,98 km², von denen 3,90 km² auf Land und 0,08 km² auf Wasser entfallen; zwei Gebirgsbäche, der Trail Creek und der Warm Springs Creek, münden in Ketchum in den Big Wood River.
Nach dem Köppen-Klimaklassifizierungssystem herrscht in Ketchum ein warm-sommerliches, feuchtes Kontinentalklima, auf Klimakarten mit „Dsb“ abgekürzt. Die höchste Temperatur, die in Ketchum gemessen wurde, war 36,7 °C am 13. Juli 2002, während die niedrigste Temperatur −43,3 °C am 2. Februar 1950 war.

## Demografie
Nach einer Schätzung von 2022 lebten in Ketchum 3490 Menschen. Die Bevölkerung besteht zu knapp 90 % aus Weißen. Das mittlere Haushaltseinkommen lag bei 87.478 US-Dollar und die Armutsquote bei 9,5 %. Wohnungen in Ketchum haben im Median einen Wert von 562.500 US-Dollar, was doppelt so hoch wie der landesweite Durchschnitt ist.
| Jahr | Einwohner¹ |
| ---- | ---------- |
| 1890 | 450        |
| 1950 | 757        |
| 1960 | 746        |
| 1970 | 1.454      |
| 1980 | 2.200      |
| 1990 | 2.523      |
| 2000 | 3.003      |
| 2010 | 2.689      |
| 2020 | 3.555      |

¹ 1890 – 2020: Volkszählungsergebnisse

## Partnerstädte
Ketchum hat zwei Partnerstädte
- Lignano Sabbiadoro
- Tegernsee[4]